# Sten Lindberg
För andra personer med samma eller snarlikt namn se Sten Lindberg (olika betydelser)
Sten Valter Lindberg, född 5 november 1926 i Helsingfors, död 31 maj 2016 i Göteborg, var en finländsk-svensk läkare. Han var son till statistikern Valter Lindberg. 
Efter studentexamen i Helsingfors 1943 avlade Lindberg finländsk läkarexamen 1950 , blev medicine licentiat 1956, medicine doktor vid Göteborgs universitet 1963 på avhandlingen ¹4C-histamine studies in human pregnancy och docent där 1965. Han var vikarierande underläkare och assistentläkare vid kirurgiska och gynekologiska avdelningar på olika lasarett 1950–1957, underläkare vid kvinnokliniken på Sahlgrenska sjukhuset 1957–1963, biträdande överläkare där 1964 och poliklinikläkare vid Västra Frölunda sjukvårdscentral 1968. Han författade skrifter i gynekologi.